# Conops keiseri
Conops keiseri är en tvåvingeart som beskrevs av Camras 1957. Conops keiseri ingår i släktet Conops och familjen stekelflugor. Inga underarter finns listade i Catalogue of Life.